# Пахтаабад (Чиракчинский район)
Пахтаабад (узб. Paxtaobod / Пахтаобод) — посёлок городского типа, расположенный на территории Чиракчинского района Кашкадарьинской области Республики Узбекистан.
Статус посёлка городского типа с 2009 года.